# Khvān
Khvān (persiska: خوان, Khūy) är en ort i Iran.   Den ligger i provinsen Khorasan, i den östra delen av landet, 800 km öster om huvudstaden Teheran. Khvān ligger 2 100 meter över havet och antalet invånare är 375.
Terrängen runt Khvān är kuperad österut, men västerut är den platt. Runt Khvān är det glesbefolkat, med 12 invånare per kvadratkilometer. Närmaste större samhälle är Zohān, 19,1 km norr om Khvān. Omgivningarna runt Khvān är i huvudsak ett öppet busklandskap.